# Tichá Sosna
Tichá Sosna (rusky Тихая Сосна) je řeka v Bělgorodské a Voroněžské oblasti v Rusku. Je dlouhá 161 km. Povodí má rozlohu 4350 km².

## Průběh toku
Pramení ve Středoruské vysočině a protéká skrze ní. Ústí zprava do Donu.

## Vodní režim
Zdrojem vody jsou převážně sněhové srážky. Průměrný průtok vody ve vzdálenosti 87 km od ústí činí 5,9 m³/s, maximální 590 m³/s a minimální 0,02 m³/s. Od března do dubna dosahuje řeka nejvyšších vodních stavů.

## Využití
Na řece leží města Aleksejevka a Ostrogožsk.